# Corydalis delphinioides
Corydalis delphinioides är en vallmoväxtart som beskrevs av Friedrich Karl Georg Fedde. Corydalis delphinioides ingår i släktet nunneörter, och familjen vallmoväxter. Inga underarter finns listade i Catalogue of Life.